# 2000年の映画
2000年の映画（2000ねんのえいが）では、2000年（平成12年）の映画分野の動向についてまとめる。
1999年の映画 - 2000年の映画 - 2001年の映画

## できごと

### 世界
- 2月19日 - 第50回ベルリン国際映画祭で市川崑監督『どら平太』がベルリナーレ・カメラ賞（功労賞）受賞[1]。
- 5月19日 - 仏通信大手ヴィヴェンディグループが、シーグラム（MCAの親会社）を事実上買収し合併[2]。
- 6月27日 - 韓国、日本大衆文化段階的開放措置で観覧制限「18歳以上」全面解禁、全面禁止のアニメ映画を一部解禁[2]。
- 7月10日 - 『ゴジラ2000 ミレニアム』（大河原孝夫監督）の北米公開に合わせ、米国カリフォルニア州・ロサンゼルス郡が「Godzilla Week」を宣言 (16日まで)[2]。
- 8月18日 - 『ゴジラ2000 ミレニアム』、全米約2000館で公開[2][3]。
- 9月 - マイケル・ダグラスとキャサリン・ゼタ＝ジョーンズが結婚[4]。

### 日本
- 1月
  - 米メジャー5社と東宝東和・日本ヘラルド映画・ギャガ・コミュニケーションズ・松竹が配給収入発表から興行収入発表に切り換える[5]。
  - 1月1日 - キョクイチが「トムス・エンタテインメント」と改称[1]。
  - 1月9日 - 第5回東宝シンデレラ決戦大会が開かれ、長澤まさみがグランプリ、審査員特別賞に大塚ちひろ[6]。
  - 1月11日 - 日本映画海外普及協会会長に衆議院議員・与謝野馨就任[1]。
- 2月
  - 2月23日 - 元松竹社長・大谷隆三死去[1]。
  - 2月28日 - NHK衛星放送受信契約数1000万突破[1]。
- 3月
  - 3月1日
    - 銀座テアトル西友が「銀座テアトルシネマ」と改称[1]。
    - 脚本家・田中澄江死去[1]。

  - 3月9日 - 文化庁優秀映画大賞（「長編映画部門」「短編映画部門」）を制定[1]。
  - 3月11日 - 日劇プラザで封切られた『トイ・ストーリー2』が日本初のDLPプロジェクターによるデジタルシネマとして上映[7]。
  - 3月21日 - 田波靖男（脚本家・藤本賞審査委員）死去[1]。
  - 3月24日 - 松竹の経営再建3か年計画の一環で行われた希望退職募集に80名が応募[5]。
- 4月
  - 4月1日 - ウォルト・ディズニー・カンパニーがBV(ブエナビスタ ジャパン)を含む日本法人4社を統合、「ウォルト・ディズニー・インターナショナル・ジャパン」設立[1]。
  - 4月22日 - 東京お台場に都内初のシネマコンプレックス「シネマ・メディアージュ」がオープン[8]。
  - 4月29日 - 東京・シネリーブル池袋開場[2]。
- 5月
  - 5月25日 - ワーナー・マイカル・シネマズ板橋（WMC板橋）開場[2]。WMC初の都内進出[2]。
- 6月
  - 大規模小売店舗立地法が施行される[9]。2001年1月末までの開業なら適用外となるのでショッピング・センターやスーパーマーケットの駆け込み出店が相次ぎ、併設のシネマコンプレックスも急増した[9]。前年比303スクリーン増加は新記録[9]。
  - 6月16日 - 大阪・北野劇場、『M:I-2』（ジョン・ウー監督）完成披露試写会の舞台挨拶を東京から衛星中継[2]。
  - 6月30日 - 64年の歴史を持つ松竹大船撮影所が閉鎖[10][11]。10月31日、株式会社大船撮影所解散[2]。
- 7月
  - 7月1日 - 大阪・東宝敷島劇場および敷島シネマを廃止[2]。7月8日、「敷島シネポップ 1・2・3」を新設開場[2]。
  - 7月8日 - 東京・池袋HUMAXシネマズ開場[2]。
- 8月
  - 8月28日 - 東映系シネコン事業会社、ティ・ジョイ設立[2]。劇場にデジタルシネマ衛星配信を導入[2]。
- 9月
  - 東宝、東映も興行収入発表に切り換える[5]。東宝は、作品的には『ホワイトアウト』から興行収入での発表に変更[2]。映連主導により日本映画界全体の統一基準として、わかりやすさ、グローバル化を導入[2]。
  - 9月20日 - 徳間康快（徳間書店・大映社長、映画プロデューサー）死去[2]。正四位追贈[2]。
  - 9月22日 - 第7回平壌国際映画祭に『十五才 学校IV』で特別招待された山田洋次監督が帰国報告会見[12]。
  - 9月27日 - 正月映画に予定されていた『チキン・チキン・ラン・ラン』の日本配給権が、公開予定していたUIPではなく韓国のCJエンターテイメントにあることが判明し、『チキン・チキン・ラン・ラン』は『チキンラン』に改名され、CJエンターテイメント、シネカノン、アミューズ・ピクチャーズの共同配給で2001年春に公開されると発表[12]。
- 10月
  - 10月5日 - 10月7日から公開予定だった『エクソシスト <ディレクターズ・カット版>』が観客に見せるクオリティに達していないとのウィリアム・フリードキン監督の意向で公開延期になる[13]。ついに11月23日に封切られ正月シーズンまで続くロングランヒットとなる[14]。
  - 10月19日 - 映連が映画成績発表を興行収入に統一、配給収入での発表廃止を決定[2]。
- 11月
  - ダイエー、タイムワーナー共同展開のキャラクター専門店、合併契約解消[2]。
  - 11月10日 - 東宝、東京・八王子東宝劇場解約、撤退[2]。
  - 11月17日 - 衆議院文教委員会で民主党の石井紘基により『バトル・ロワイアル』（小説・映画）の暴力描写が青少年に与える影響を懸念する問題提起がなされる[15]。その後、政治家や大臣、深作欣二監督、東映、映倫を巻き込んだ論争に発展し、映画『バトル・ロワイアル』は大ヒットする[15]。
- 12月
  - 12月1日 - BSデジタル本放送開始[2]。
  - 12月8日 - 大阪堺市・ヴァージン・シネマズ泉北開場[16][2]。
  - 12月9日 - ティ・ジョイ第1号シネコン、T・ジョイ東広島開場[2]。
  - 12月12日 - 東京池袋・新文芸坐、マルハンが人世坐より事業を引継ぎ、開場[2]。
  - 12月14日 - 東京有楽町・東京宝塚ビル竣工式・内見会挙行[2]。
  - 12月16日
    - インディペンデント映画紹介の国際映画祭、第1回東京フィルメックス開催[2]。
    - 東京宝塚ビルに併設のスカラ座1は『シックス・デイ』（ロジャー・スポティスウッド監督）、スカラ座2は『ウーマン・オン・トップ』（フィナ・トレス（英語版）監督）で新築開場[17]。

  - 12月23日 - 大阪・シネリーブル梅田1-2開場[2]。

## 周年
- 創業105周年
  - 松竹

## 全世界興行収入ランキング
| 順位 | 題名                       | スタジオ                        | 興行収入     |
| ---- | -------------------------- | ------------------------------- | ------------ |
| 1    | M:I-2                      | パラマウント                    | $546,388,105 |
| 2    | グラディエーター           | ドリームワークス / ユニバーサル | $457,640,427 |
| 3    | キャスト・アウェイ         | ドリームワークス / 20世紀FOX    | $429,632,142 |
| 4    | ハート・オブ・ウーマン     | パラマウント                    | $374,111,707 |
| 5    | ダイナソー                 | ディズニー                      | $349,822,765 |
| 6    | グリンチ                   | ユニバーサル                    | $345,141,403 |
| 7    | ミート・ザ・ペアレンツ     | ユニバーサル                    | $330,444,045 |
| 8    | パーフェクト ストーム      | ワーナー・ブラザース            | $328,718,434 |
| 9    | X-メン                     | 20世紀FOX                       | $296,339,527 |
| 10   | ホワット・ライズ・ビニース | ドリームワークス / 20世紀FOX    | $291,420,351 |

出典：“2000 Worldwide Box Office Results”.  Box Office Mojo. 2015年12月26日閲覧。

## 各大陸、各国ランキング

### 北米興行収入ランキング
| 順位 | 題名                       | スタジオ                        | 興行収入     |
| ---- | -------------------------- | ------------------------------- | ------------ |
| 1    | グリンチ                   | ユニバーサル                    | $260,044,825 |
| 2    | キャスト・アウェイ         | ドリームワークス / 20世紀FOX    | $233,632,142 |
| 3    | M:I-2                      | パラマウント                    | $215,409,889 |
| 4    | グラディエーター           | ドリームワークス / ユニバーサル | $187,705,427 |
| 5    | ハート・オブ・ウーマン     | パラマウント                    | $182,811,707 |
| 6    | パーフェクト ストーム      | ワーナー・ブラザース            | $182,618,434 |
| 7    | ミート・ザ・ペアレンツ     | ユニバーサル                    | $166,244,045 |
| 8    | X-メン                     | 20世紀FOX                       | $157,299,717 |
| 9    | 最終絶叫計画               | ミラマックス                    | $157,019,771 |
| 10   | ホワット・ライズ・ビニース | ドリームワークス / 20世紀FOX    | $155,464,351 |

出典:“2000 Domestic Yearly Box Office Results”.  Box Office Mojo. 2016年1月15日閲覧。

### イギリス興行収入ランキング
1. トイ・ストーリー2
2. グラディエーター
3. チキンラン
4. アメリカン・ビューティ
5. スチュアート・リトル
6. M:I-2
7. リトル・ダンサー
8. X-メン
9. ザ・ビーチ
10. ダイナソー

出典:“Top 20 films in UK cinemas”.   Film Distributors' Association. 2016年1月15日閲覧。

### ドイツ観客動員ランキング
1. アメリカン・パイ
2. M:I-2
3. アメリカン・ビューティー
4. グラディネーター
5. ダイナソー
6. スクリーム3
7. ミート・ザ・ペアレンンツ
8. 劇場版ポケットモンスター ミュウツーの逆襲
9. トイ・ストーリー2
10. エリン・ブロコビッチ

### フランス観客動員数ランキング
1. TAXi2
2. シックス・センス
3. ダイナソー
4. グラディエーター
5. トイ・ストーリー2
6. M:I-2
7. Le Goût des autres（フランス語版）
8. 最終絶叫計画
9. アンブレイカブル
10. クリムゾン・リバー

出典:“Box-office France 2000”.   Avoir-alire. 2016年1月15日閲覧。

### オーストラリア興行収入ランキング
1. グラディエーター
2. M:I-2
3. ミート・ザ・ペアレンツ
4. スチュアート・リトル
5. チャーリーズ・エンジェル
6. アメリカン・ビューティ
7. 月のひつじ
8. エリン・ブロコビッチ
9. チキンラン
10. 60セカンズ

出典:“Australian box office data”.   Movie Marshal. 2016年1月17日閲覧。

### 日本興行収入ランキング
| 順位 | 題名                                                                                     | 製作国                          | 配給                  | 興行収入 |
| ---- | ---------------------------------------------------------------------------------------- | ------------------------------- | --------------------- | -------- |
| 1    | M:I-2                                                                                    | アメリカ合衆国の旗              | UIP                   | 97.0億円 |
| 2    | グリーンマイル                                                                           | アメリカ合衆国の旗              | ギャガ/ヒューマックス | 65.0億円 |
| 3    | 劇場版ポケットモンスター 結晶塔の帝王 ピチューとピカチュウ                               | 日本の旗                        | 東宝                  | 48.5億円 |
| 4    | ホワイトアウト                                                                           | 日本の旗                        | 東宝                  | 42.0億円 |
| 5    | パーフェクト ストーム                                                                    | アメリカ合衆国の旗 · ドイツの旗 | ワーナー・ブラザース  | 36.0億円 |
| 6    | トイ・ストーリー2                                                                        | アメリカ合衆国の旗              | ブエナ・ビスタ        | 34.5億円 |
| 7    | エンド・オブ・デイズ                                                                     | アメリカ合衆国の旗              | ギャガ/ヒューマックス | 31.4億円 |
| 8    | ドラえもん のび太の太陽王伝説 ザ☆ドラえもんズ ドキドキ機関車大爆走! おばあちゃんの思い出 | 日本の旗                        | 東宝                  | 30.5億円 |
| 9    | ターザン                                                                                 | アメリカ合衆国の旗              | ブエナ・ビスタ        | 28.0億円 |
| 10   | 名探偵コナン 瞳の中の暗殺者                                                              | 日本の旗                        | 東宝                  | 25.0億円 |

出典:2000年興行収入10億円以上番組 (PDF)  - 日本映画製作者連盟

## 日本公開映画
2000年の日本公開映画を参照。

## 日本の映画興行
- 入場料金（大人）
  - 1,800円[18]
  - 1,800円（統計局『小売物価統計調査（動向編） 調査結果』[19] 銘柄符号 9341「映画観覧料」）[20]
- 入場者数 1億3539万人[21]
- 興行収入 1708億6200万円[21]

| 配給会社 | 配給本数 | 年間興行収入  | 概要 |
| 配給会社 | 配給本数 | 前年対比      | 概要 |
| -------- | -------- | ------------- | --- |
| 松竹     | 11       | 77億104万円   | 大船撮影所最後の映画『十五才 学校IV』が興行収入10.5億円と健闘。                                             |
| 松竹     | 11       | N/A           | 大船撮影所最後の映画『十五才 学校IV』が興行収入10.5億円と健闘。                                             |
| 東宝     | 23       | 255億3835万円 | 興行収入20億円以上を稼いだ邦画5本のうち4本が東宝。配給収入は、2000年も100億円を突破し、16年連続となった。   |
| 東宝     | 23       | N/A           | 興行収入20億円以上を稼いだ邦画5本のうち4本が東宝。配給収入は、2000年も100億円を突破し、16年連続となった。   |
| 東映     | 23       | 109億8361万円 | 人気TVアニメ『ONE PIECE』と安定の『デジモン』からなる「2000年春東映アニメフェア」が興行収入20億円突破した。 |
| 東映     | 23       | N/A           | 人気TVアニメ『ONE PIECE』と安定の『デジモン』からなる「2000年春東映アニメフェア」が興行収入20億円突破した。 |

出典:「2000年度 日本映画・外国映画 業界総決算 経営/製作/配給/興行のすべて」『キネマ旬報』2001年（平成13年）2月下旬号、キネマ旬報社、2001年、149 - 150頁。

## 受賞
- 第73回アカデミー賞
  - 作品賞 - 『グラディエーター』
  - 監督賞 - スティーヴン・ソダーバーグ（『トラフィック』）
  - 主演男優賞 - ラッセル・クロウ（『グラディエーター』）
  - 主演女優賞 - ジュリア・ロバーツ（『エリン・ブロコビッチ』）

- 第58回ゴールデングローブ賞
  - 作品賞 (ドラマ部門) - 『グラディエーター』
  - 主演女優賞 (ドラマ部門) - ジュリア・ロバーツ（『エリン・ブロコビッチ』）
  - 主演男優賞 (ドラマ部門) - トム・ハンクス（『キャスト・アウェイ』）
  - 作品賞 (ミュージカル・コメディ部門) - 『あの頃ペニー・レインと』
  - 主演女優賞 (ミュージカル・コメディ部門) - レニー・ゼルウィガー（『ベティ・サイズモア』）
  - 主演男優賞 (ミュージカル・コメディ部門) - ジョージ・クルーニー（『オー・ブラザー!』）
  - 監督賞 - アン・リー（『グリーン・デスティニー』）

- 第66回ニューヨーク映画批評家協会賞 - 『トラフィック』

- 第53回カンヌ国際映画祭
  - パルム・ドール - 『ダンサー・イン・ザ・ダーク』（ラース・フォン・トリアー）
  - 監督賞 - エドワード・ヤン（『ヤンヤン 夏の想い出』）
  - 男優賞 - トニー・レオン（『花様年華』）
  - 女優賞 - ビョーク（『ダンサー・イン・ザ・ダーク』）

- 第57回ヴェネツィア国際映画祭
  - 金獅子賞 - 『チャドルと生きる』（ジャファル・パナヒ）

- 第50回ベルリン国際映画祭
  - 金熊賞 - 『マグノリア』（ポール・トーマス・アンダーソン）
  - 銀熊賞(監督賞) - ミロス・フォアマン (『マン・オン・ザ・ムーン』)
  - 銀熊賞(男優賞) - デンゼル・ワシントン (『ザ・ハリケーン』)
  - 銀熊賞(女優賞) - ナディヤ・ウール、ビビアナ・ベグラウ (『Die Stille nach dem Schuß』)
  - 審査委員賞 - 『ミリオンダラー・ホテル』

- 第24回日本アカデミー賞
  - 最優秀作品賞 - 『雨あがる』（小泉堯史）
  - 最優秀主演男優賞 - 寺尾聰（『雨あがる』）
  - 最優秀主演女優賞 - 吉永小百合（『長崎ぶらぶら節』）

- 第43回ブルーリボン賞
  - 作品賞 - 『バトル・ロワイアル』
  - 主演男優賞 - 織田裕二（『ホワイトアウト』）
  - 主演女優賞 - 吉永小百合（『長崎ぶらぶら節』）
  - 監督賞 - 阪本順治（『顔』）

- 第74回キネマ旬報ベスト・テン
  - 外国映画第1位 - 『スペース・カウボーイ』
  - 日本映画第1位 -  『顔』

- 第55回毎日映画コンクール
  - 日本映画大賞 - 『顔』

## 死去
| 日付 | 日付 | 名前                               | 国籍                                  | 年齢 | 職業                                   |
| 1月  | 5日  | 小島剛夕                           | 日本の旗                              | 71   | 劇画家                                 |
| 1月  | 5日  | ベルンハルト・ヴィッキ             | オーストリアの旗                      | 80   | 俳優・映画監督                         |
| 1月  | 12日 | マーク・デイヴィス                 | アメリカ合衆国の旗                    | 86   | アニメーター                           |
| 1月  | 19日 | ヘディ・ラマー                     | オーストリアの旗 · アメリカ合衆国の旗 | 86   | 女優                                   |
| 1月  | 24日 | ジェフリー・ボーム                 | アメリカ合衆国の旗                    | 53   | 脚本家                                 |
| 2月  | 5日  | クロード・オータン＝ララ           | フランスの旗                          | 98   | 映画監督                               |
| 2月  | 9日  | 荒井注                             | 日本の旗                              | 71   | 俳優・コメディアン                     |
| 2月  | 10日 | ジム・ヴァーニー                   | アメリカ合衆国の旗                    | 50   | 俳優                                   |
| 2月  | 11日 | ロジェ・ヴァディム                 | フランスの旗                          | 72   | 映画監督                               |
| 2月  | 12日 | 橋本功                             | 日本の旗                              | 58   | 俳優                                   |
| 2月  | 26日 | 高原駿雄                           | 日本の旗                              | 76   | 俳優                                   |
| 3月  | 1日  | 田中澄江                           | 日本の旗                              | 91   | 脚本家・作家                           |
| 3月  | 7日  | チャールズ・グレイ                 | イギリスの旗                          | 71   | 俳優                                   |
| 3月  | 21日 | 田波靖男                           | 日本の旗                              | 66   | 脚本家                                 |
| 3月  | 24日 | 小松原一男                         | 日本の旗                              | 56   | アニメーター                           |
| 4月  | 8日  | 潮万太郎                           | 日本の旗                              | 91   | 俳優                                   |
| 4月  | 8日  | クレア・トレヴァー                 | アメリカ合衆国の旗                    | 90   | 女優                                   |
| 4月  | 23日 | 杉浦茂                             | 日本の旗                              | 92   | 漫画家                                 |
| 5月  | 1日  | スティーヴ・リーヴス               | アメリカ合衆国の旗                    | 74   | 俳優                                   |
| 5月  | 5日  | ダグラス・フェアバンクス・ジュニア | アメリカ合衆国の旗                    | 90   | 俳優・プロデューサー                   |
| 5月  | 10日 | 塩沢兼人                           | 日本の旗                              | 46   | 声優                                   |
| 5月  | 14日 | 三浦洋一                           | 日本の旗                              | 46   | 俳優                                   |
| 5月  | 21日 | ジョン・ギールグッド               | イギリスの旗                          | 96   | 俳優                                   |
| 5月  | 26日 | 山村聡                             | 日本の旗                              | 90   | 俳優・映画監督                         |
| 6月  | 22日 | 滝沢修                             | 日本の旗                              | 93   | 俳優・演出家                           |
| 6月  | 24日 | デヴィッド・トムリンソン           | イギリスの旗                          | 83   | 俳優                                   |
| 6月  | 27日 | ヴィットリオ・ガスマン             | イタリアの旗                          | 77   | 俳優                                   |
| 7月  | 1日  | ウォルター・マッソー               | アメリカ合衆国の旗                    | 79   | 俳優                                   |
| 7月  | 22日 | クロード・ソーテ                   | フランスの旗                          | 76   | 映画監督                               |
| 8月  | 5日  | アレック・ギネス                   | イギリスの旗                          | 86   | 俳優                                   |
| 8月  | 12日 | ロレッタ・ヤング                   | アメリカ合衆国の旗                    | 87   | 女優                                   |
| 9月  | 3日  | 青木義朗                           | 日本の旗                              | 70   | 俳優                                   |
| 9月  | 20日 | 徳間康快                           | 日本の旗                              | 78   | プロデューサー・徳間書店代表取締役社長 |
| 9月  | 20日 | 古谷伸                             | 日本の旗                              | 80   | 撮影監督                               |
| 9月  | 23日 | 工藤栄一                           | 日本の旗                              | 71   | 映画監督                               |
| 10月 | 4日  | 芹川有吾                           | 日本の旗                              | 69   | アニメーション演出家・映画監督         |
| 10月 | 6日  | リチャード・ファーンズワース       | アメリカ合衆国の旗                    | 80   | 俳優                                   |
| 10月 | 11日 | サム・オスティーン                 | アメリカ合衆国の旗                    | 76   | 編集技師                               |
| 10月 | 12日 | ミヤコ蝶々                         | 日本の旗                              | 80   | 女優                                   |
| 10月 | 13日 | ジーン・ピーターズ                 | アメリカ合衆国の旗                    | 73   | 女優                                   |
| 10月 | 16日 | リック・ジェイソン                 | アメリカ合衆国の旗                    | 74   | 俳優                                   |
| 10月 | 31日 | リング・ラードナー・ジュニア       | アメリカ合衆国の旗                    | 85   | 脚本家                                 |
| 11月 | 7日  | 吉村公三郎                         | 日本の旗                              | 89   | 映画監督                               |
| 11月 | 9日  | 茶川一郎                           | 日本の旗                              | 73   | 喜劇俳優                               |
| 11月 | 9日  | 東千代之介                         | 日本の旗                              | 74   | 俳優                                   |
| 11月 | 14日 | 東野英心                           | 日本の旗                              | 58   | 俳優                                   |
| 11月 | 15日 | 森幹太                             | 日本の旗                              | 76   | 俳優                                   |
| 11月 | 29日 | 下元勉                             | 日本の旗                              | 83   | 俳優                                   |
| 11月 | 29日 | ジョージ・ウェルズ                 | アメリカ合衆国の旗                    | 91   | 脚本家                                 |
| 12月 | 3日  | 福田純                             | 中華人民共和国の旗                    | 77   | 映画監督・脚本家                       |
| 12月 | 17日 | ジェラール・ブラン                 | フランスの旗                          | 70   | 俳優・監督                             |
| 12月 | 26日 | ジェイソン・ロバーズ               | アメリカ合衆国の旗                    | 78   | 俳優                                   |
| 12月 | 30日 | ジュリアス・J・エプスタイン        | アメリカ合衆国の旗                    | 91   | 脚本家                                 |

主な出典:「2000年 映画界物故人」『キネマ旬報』2001年（平成13年）2月下旬号、キネマ旬報社、2001年、232 - 233頁。